# عبدالاله عبدالواحد
عبدالاله عبدالواحد (انگلیسی: Abdelilah Abdul-Wahid؛ زادهٔ ۱ ژوئیهٔ ۱۹۵۷) بازیکن فوتبال بود.
وی به‌همراه تیم ملی فوتبال عراق در بازی‌های المپیک تابستانی ۱۹۸۰ شرکت کرده‌است.